# Eduardo Artés
Eduardo Antonio Artés Brichetti (El Tambo, San Vicente de Tagua Tagua; 25 de octubre de 1951) es un profesor de educación general básica y dirigente social chileno de ideología antirrevisionista, que desde 1979, ejerce como secretario general del Partido Comunista Chileno (Acción Proletaria), actual precandidato a la presidencia de Chile para la elección de 2025. Fue presidente de Unión Patriótica, y candidato presidencial de dicho partido en las elecciones de 2017 y de 2021. Ha sido descrito como un político de extrema izquierda, Actualmente es conductor del programa Negro y Blanco en HispanTV. En los últimos años, se ha hecho conocido por ser critico de la migración venezolana en Chile, éste estando en defensa del presidente de Venezuela, Nicolás Maduro  

## Biografía

### Familia y estudios
Nació en el pueblo de El Tambo, en San Vicente de Tagua Tagua. Proviene de una familia campesina de tradición izquierdista, en la que había militantes del Partido Comunista (PC). Alfonso Artés Roselló, su abuelo, de origen catalán, era de tendencia anarquista y luego también comunista. Es hijo del agricultor y trabajador metalúrgico, Eduardo Artés Urbina y de Teresa Elena Brichetti Crovetto (quien falleció cuando Eduardo Artés tenía un año), de ascendencia italiana.
Se trasladó a Santiago a los catorce años y realizó estudios nocturnos en el Liceo Barros Borgoño. En el día trabajó con metales junto a su padre, con quien llegó a vivir a dicha comuna. Finalizó sus estudios primarios y secundarios en el liceo, y se graduó como cerrajero. Posteriormente, estudió pedagogía. Primero en la Escuela Normal Abelardo Núñez y, tras el golpe de Estado del 11 de septiembre de 1973, en la Universidad Técnica del Estado (actual Usach).
Estuvo casado con la profesora María Angélica Ibáñez Contreras, quien ejerció como coordinadora de la Escuela Sindical de la Agrupación Nacional de Empleados Fiscales (Anef). Con su excónyuge tuvo dos hijas; María Teresa (profesora) y Patricia Alejandra Elsa (licenciada en artes).

### Dirigente estudiantil
Durante su juventud al llegar a Santiago, se desempeña como dirigente estudiantil en el Liceo Nocturno N°5, organizado en la FEDENOCH, bajo movilizaciones que dieron origen al Instituto DUOC mientras trabajaba como obrero metalúrgico. Además fue militante en Espartaco, ala juvenil del Partido Comunista Revolucionario (PCR). Fue crítico del gobierno del presidente Salvador Allende respecto a la viabilidad de la "Vía chilena al socialismo", apelando a una vía más radical al socialismo -aunque en la actualidad, se define como el continuador de la obra del difunto Presidente Allende, como defendió en sus dos campañas presidenciales -.
A la llegada de la dictadura militar —dirigida por Augusto Pinochet— en 1973, es trasladado de la Escuela Normalista a la UTE en medio de la detención de varios de sus colegas, el PCR es perseguido y desmantelado por la DINA. En 1976, comenzó a hacer clases en escuelas de Cerro Navia, y fue dirigente de la Coordinadora Metropolitana de Educadores Zona Oeste.
Junto a exmilitantes del PCR y la VRM fundó el PC(AP) el año 1979, tras marcar distancia de ciertas concepciones maoístas. En esta época, Artés se comprometería con la lucha por la defensa de los Derechos Humanos en Chile ante los crímenes de la dictadura, además fundaría la Coordinadora Metropolitana de Educadores. Tanto él como su partido se mostrarían críticos sobre el proceso de transición a la democracia en 1990 encabezado por el expresidente Patricio Aylwin.

### Trayectoria militante
En 1991, participaría de la fundación del Movimiento de Izquierda Democrática Allendista, junto con el PC, MAPU e Izquierda Cristiana, con el objetivo de reconstruir un movimiento de izquierda en Chile. Luego de esto, junto a diversas organizaciones sociales sería parte de los fundadores del pacto Juntos Podemos, postulándose al cargo de senador junto a Gonzalo Rovira en la Región Metropolitana, alcanzando 50 000 votos. Entre el 2005-2006 ocurren fricciones que producen su retirada, junto a otras organizaciones políticas y sociales frente a diferencias que hubo con el Partido Comunista, cuando este llamara a votar por Michelle Bachelet, candidata de la Concertación, en la segunda vuelta de la elección presidencial de 2005 para enfrentar a Sebastián Piñera.
Luego de la ruptura con este bloque, Artés estaría presente junto a su partido frente a distintas coyunturas de los movimientos sociales en Chile, tales como el alza en los precios de los pasajes en 2010, las movilizaciones estudiantiles de 2011 y las elección presidencial de 2013, en donde desde su organización llaman a la "abstención activa en contra de los partidos tradicionales".
El 14 de septiembre de 2015, fundó Unión Patriótica, partido crítico de los gobiernos de la derecha y la Concertación que además busca articular una plataforma para los movimientos sociales en Chile que permita unificar sus demandas.

#### TV
- Negro y Blanco de Hispantv (2023); conductor

## Carrera política

### Carrera presidencial de 2017

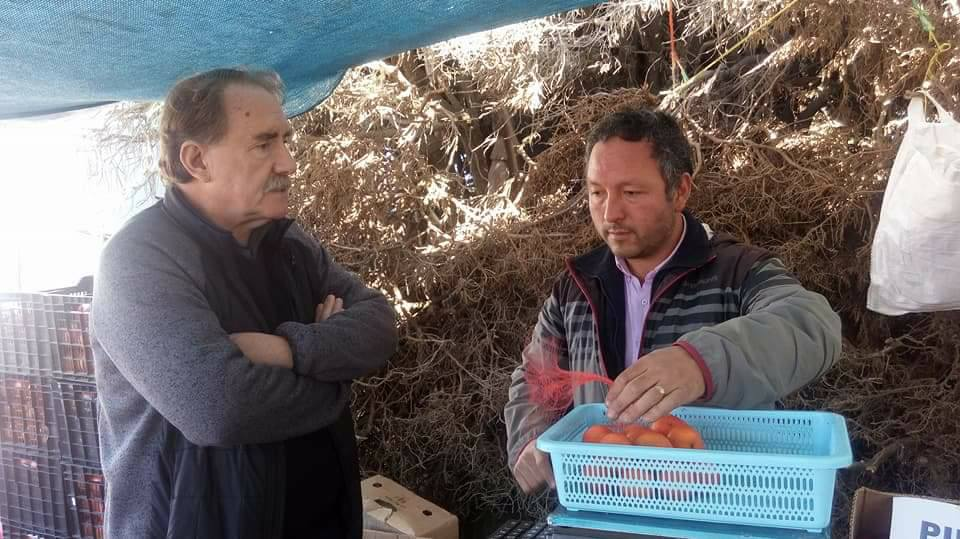
Eduardo Artés con dirigentes locales en una visita a Pichilemu, 2018.

Desde 2016, Artés ya planteaba la idea de postularse para la elección presidencial de 2017, cosa que logra el 22 de julio de 2017, tras presentar un total de 35 449 firmas necesarias para su inscripción en las oficinas del Servel. Su campaña es respaldada por la Unión Patriótica, el Movimiento Patriótico Manuel Rodríguez, el Partido Constituyente, Los Hijos de Mafalda, el Movimiento Avanzar, entre otros. Declaró que el objetivo de su candidatura era "avanzar en el proceso de unidad y acumulación de fuerza para refundar Chile" y que por lo tanto no era “saludo a la bandera ni un capricho sectario".
Desde el comienzo de su campaña, Artés planteó su candidatura como la única de izquierda, criticando que los demás candidatos presidenciales que afirmaban ser de la misma corriente, no lo eran en lo más mínimo. Además afirmaba de que su visión como presidente, era la "refundación de Chile" bajo la creación de varias leyes y proyectos (en su mayoría propuestos junto con la UPA), entre las que se encontraban la nacionalización de todos los recursos naturales y los bancos del país; conseguir su industrialización; gratuidad en la salud y educación pública; revisión de los tratados internacionales; creación de un escalafón único en las Fuerzas Armadas; fin al sistema de AFP, entre otras.
Entre sus propuestas incluía la reinstauración de la pena de muerte en caso de grandes narcotraficantes, la incorporación de las Fuerzas Armadas de Chile a la política, nacionalización total de los recursos naturales,

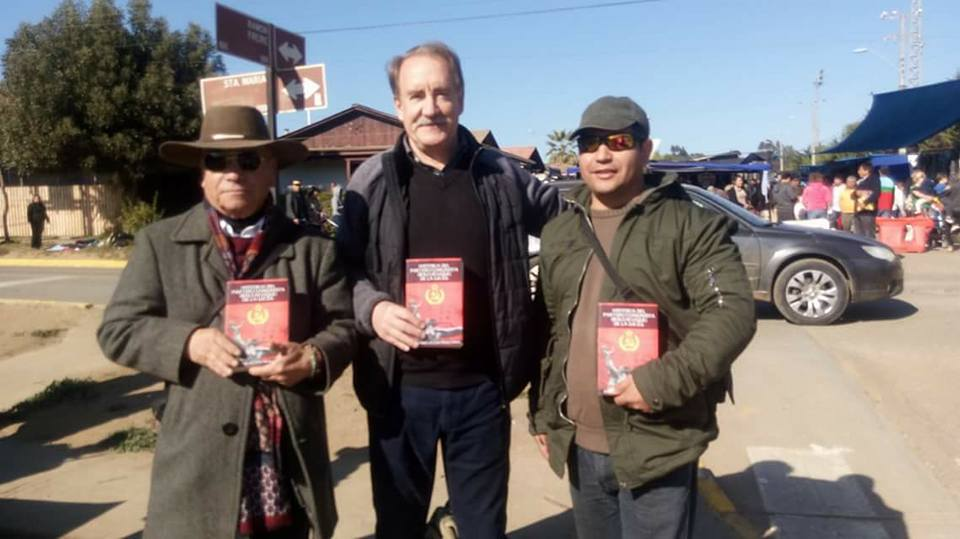
Artés junto a adherentes.

 la creación de centros de trabajos de carácter obligatorio para criminales, la legalización del aborto y la ruptura de relaciones con Israel, al que ha tachado de "entidad sionista" cuya existencia perjudica "no sólo la paz y la supervivencia de los pueblos árabes" sino "la soberanía, la independencia y la libertad de todos los pueblos".
Bajo este programa de gobierno, Eduardo Artés transmitió cada parte de su plan de gobierno en entrevistas en radio, televisión, prensa, y redes sociales, sosteniendo que para el cumplimiento de todas ellas, era necesario poner fin a la actual Constitución de Chile, y convocar una Asamblea Constituyente, mediante la cual el pueblo fuera capaz de construir las bases del país.
En esta elección Artés obtuvo 33 690 sufragios, correspondiente al 0,57 % del total de votos.

### Carrera presidencial de 2021
El 23 de agosto de 2021 inscribió su candidatura para las elección presidencial de 2021 representando a UPA, siendo apoyado además por el Movimiento de Izquierda Revolucionaria. (MIR). En esta elección Artés obtuvo 103.202 sufragios, equivalente al 1.47% de los votos.

## Pensamiento político
Eduardo Artés es crítico de la izquierda tradicional chilena, y ha sido calificado de «neoestalinista», denominación que el califica de incorrecta, reconociéndose como marxista-leninista. Asimismo, se ha manifestado como admirador de Iósif Stalin y de Enver Hoxha. 

### Apoyo a Corea del Norte y Kim Jong-un
Se ha declarado «absolutamente partidario» del régimen de Corea del Norte, afirmando que el líder de aquel país, Kim Jong-un, ha llevado «la dirección del país por un camino correcto, tanto en lo social como en la defensa de la soberanía». En julio de 2013, viajó a aquel país, invitado por el Partido del Trabajo. Según sus cercanos, lo llevaron a conocer el país y participó en actos culturales.
Artés ha calificado a Norcorea como una "democracia popular plena" que respeta los derechos humanos. Ante ello, él considera que «en Chile hay más violaciones a los derechos humanos fundamentales que en Corea del Norte» debido a que «el primer derecho (...) es la unidad nacional (...) en tener todos los derechos a salud gratuita, vivienda gratuita, trabajo asegurado, es decir, la calidad de vida. Eso lo determinan ellos».

## Historial electoral

### Elecciones parlamentarias de 2005
- Elecciones parlamentarias de 2005, candidato a senador por la Circunscripción 7, Santiago Poniente[39]

| Candidato                  | Pacto                    | Partido | Votos   | %     | Resultado |
| -------------------------- | ------------------------ | ------- | ------- | ----- | --------- |
| Guido Girardi Lavín        | Concertación Democrática | PPD     | 439 903 | 35,30 | Senador   |
| Andrés Zaldívar Larraín    | Concertación Democrática | PDC     | 286 917 | 23,02 |           |
| Jovino Novoa Vásquez       | Alianza                  | UDI     | 258 539 | 20,75 | Senador   |
| Roberto Fantuzzi Hernández | Alianza                  | ILD     | 174 967 | 14,04 |           |
| Eduardo Artés Brichetti    | Juntos Podemos Más       | ILC     | 48 329  | 3,88  |           |
| Gonzalo Rovira Soto        | Juntos Podemos Más       | ILC     | 37 524  | 3,01  |           |

### Elecciones presidenciales de 2017
- Elecciones presidenciales de 2017, para la Presidencia de la República, primera vuelta.

|  | 36,64 % |

|  | 22,70 % |

|  | 20,27 % |

|  | 7,93 % |

|  | 5,88 % |

|  | 5,71 % |

|  | 0,51 % |

|  | 0,36 % |

### Elecciones presidenciales de 2021
- Elecciones presidenciales de 2021, para la Presidencia de la República, primera vuelta

|  | 27.91 % |

|  | 25.83 % |

|  | 12.80 % |

|  | 12.79 % |

|  | 11.61 % |

|  | 7.61 % |

|  | 1.47 % |

* Datos con 46 885 mesas escrutadas de un total de 46 887, correspondientes al 99.99 %.

## Obras
- Reformismo: Antesala del fascismo, 1998
- Elementos para el desarrollo y aplicación en la política de los comunistas, 2004